# Закарпатська кухня

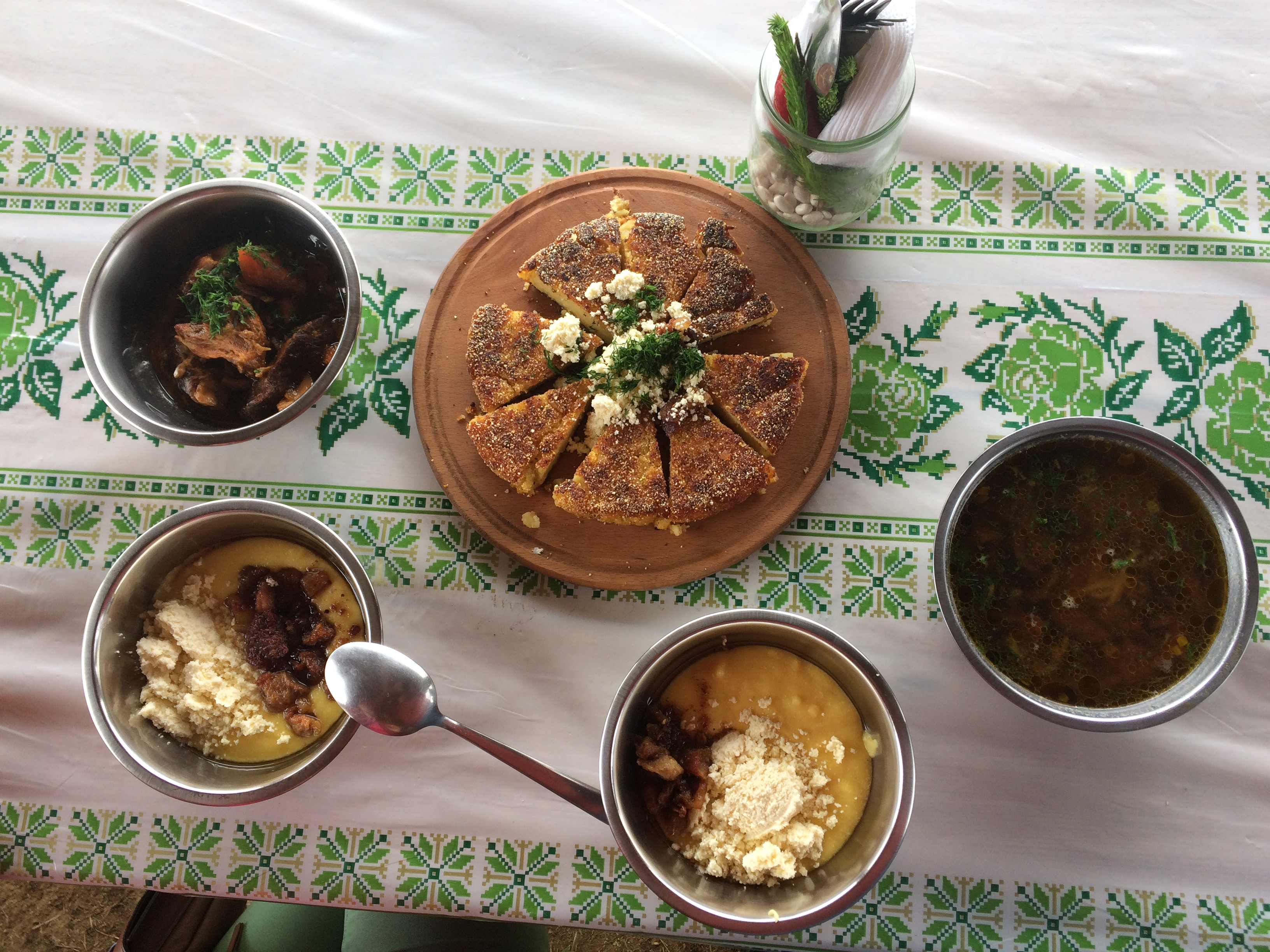
Гуцульські страви

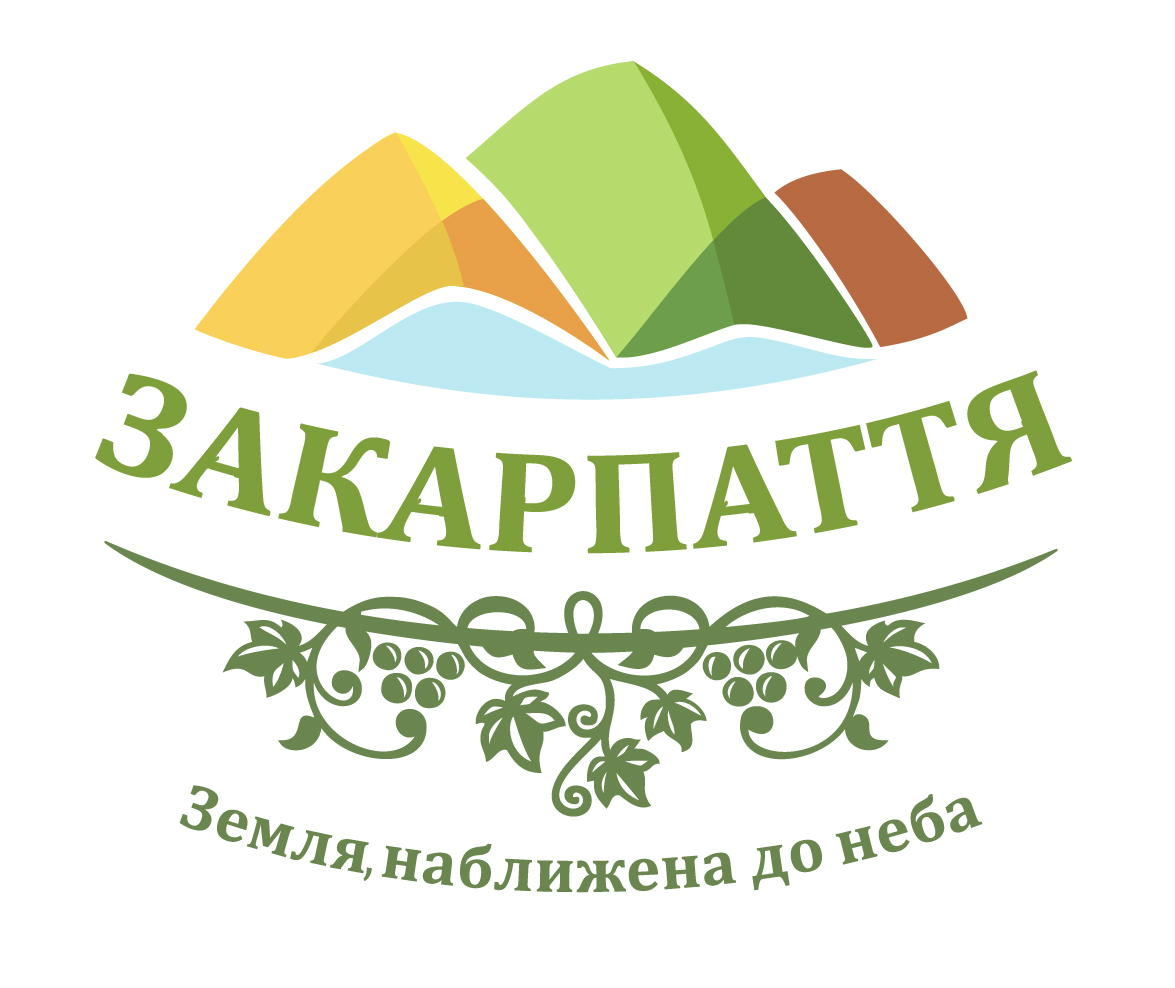
Туристичний бренд Закарпаття

Закарпатська кухня — регіональна кухня Закарпаття, регіону, який межує з Польщею, Словаччиною, Угорщиною та Румунією.
Закарпатська кухня є унікальною та самобутньою, адже регіон Закарпаття - єдина частина України, яка знаходиться за Карпатським хребтом, що  історично входила до складу 22 держав, страви якої готуються з місцевих продуктів. 

## Продукти та страви
Найбільша кількість страв Закарпаття походить з угорської кухні. 
Бограч - страва, що походить з угорської кухні, від угорського гуляшу (супу), що є візитівкою Закарпаття.
Поширеною є гуцульська кухня, яка поширена в етнокультурному регіоні України - Гуцульщині. Споріднені найменування - гуцульська овеча бриндзя, Гуцульська коров'яча бриндза - товари, що мають українське географічні зазначення. На Гуцульщині проводиться однойменний фестиваль Карпатський фестиваль «Гуцульська бринза».
Деякі блюда закарпатської кухні:

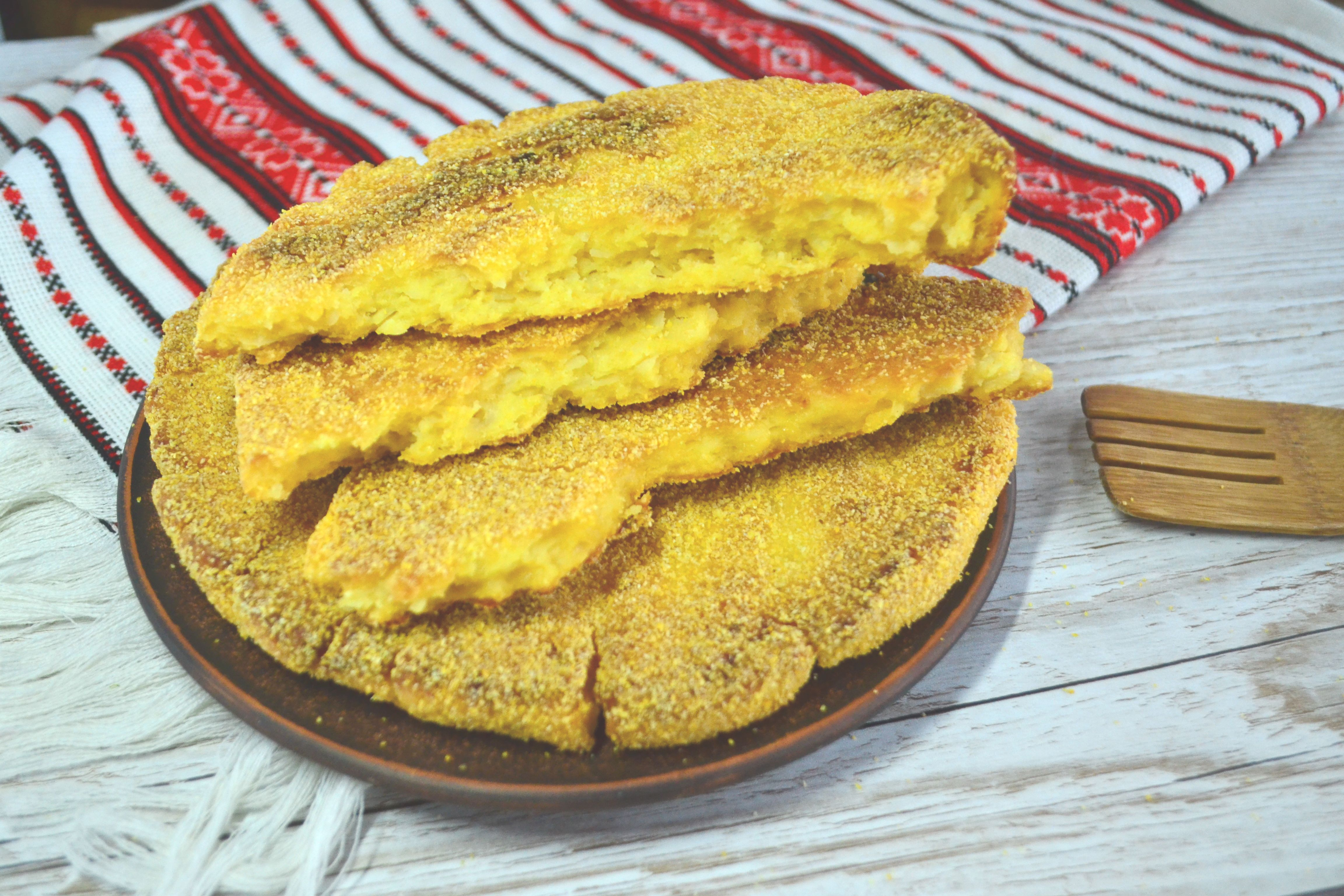
Коржі-буришники

Банош (бануш) - кукурудзяна каша, традиційна страв гуцульської кухні, що також поширена у Молдові, що подається з додаванням сметани, бриндзи, шкварок. 
Порскані крумплі - маловідома регіональна страва Закарпаття, це смажена картопля, що нарізана кружечками та приправлена часником.
Перкельт - це страва з смаженого та згодом тушкованого м'яса, що може готуватись з різних видів м'яса птиці, річкових раків, свинини, та риби, до якого додані цибуля, помідори, часник та паприка. 

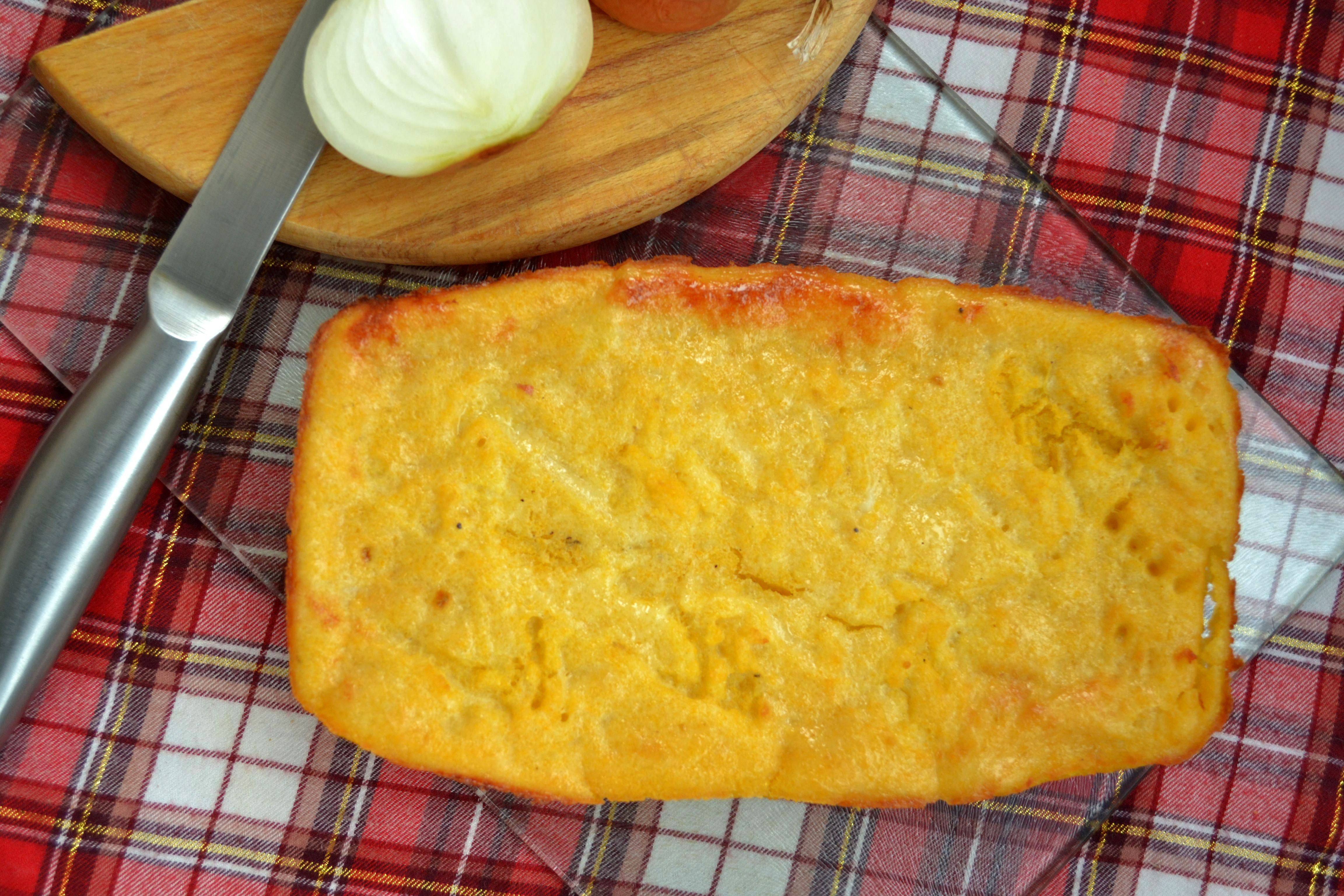
Ріплянка

Ріплянка - історично вважається другим хлібом Закарпатців, та готується з картоплі т кукурудзяної муки. Смакують зі сметаною, смаженою цибулею, бриндзою, шкварками. 
Лангоші - страва, що походить з угорської кухні та готується з дріжджового тіста. 
Закарпатське лечо - страва, що походить з угорської кухні та готується з тушкованих овочів: солодкого перцю, цибулі та томатів із додаванням яєць та сметани.
Торгоня - домашні макарони, що вимагають майстерності в приготуванні. 
Закарпатська грибна юшка - юшка, що готується з білих грибів. 
Кнедлики - страва чеського походження, що готують з дріжджового тіста, сирої чи вареної картоплі, м'яса, сиру та формують у кульки і відварюють до готовності, подають з соусами та підливами. 

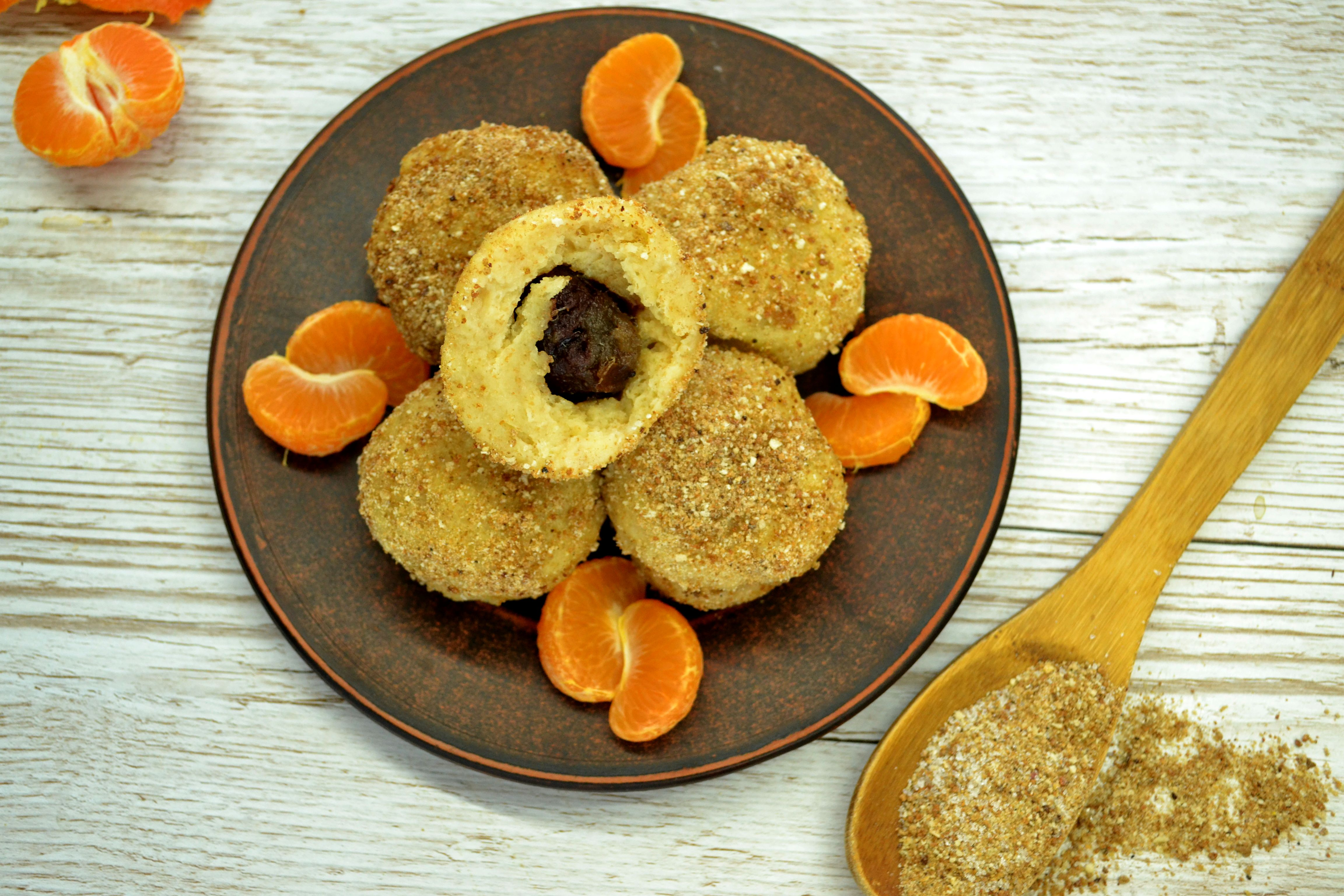
Ґомбовці

Закарпатські ґомбовці - солодка страва, що походить з румунської кухні, готується з дріжджового тіста на пару та має  фруктову начинку. 
Закарпатські голубці - страва, що готується по всій території України, в Закарпатті має регіональні особливості - закарпатські голубці мають бути розміром з мізинець, подаються як остання страва та вказують на завершення гостини. Господині селища Великий Бичків вважаються найкращими у приготуванні цієї страви, тому тут щороку проводився фестиваль "Бичківські голубці". 

## Напої
Завдяки сприятливому клімату в Закарпатті поширене пасічництво, виноградарство та виноробство. Статусу українського географічного зазначення набули закарпатське вино та закарпатський мед.